# Ron Pasco
Ron Pasco (* 3. Februar 1972 in Ottawa, Ontario) ist ein ehemaliger kanadischer Eishockeyspieler und derzeitiger -trainer. Während seiner aktiven Laufbahn spielte er unter anderem für die Adler Mannheim, Kassel Huskies und Kölner Haie. Zuletzt war er bis März 2024 als Assistenztrainer und sportlicher Leiter bei den Kölner Haien tätig.

## Karriere

### Spieler
Der 1,85 m große Center begann seine Karriere im Team des Rensselaer Polytechnic Institute im Spielbetrieb der National Collegiate Athletic Association, bevor er für verschiedene nordamerikanische Minor-League-Teams aktiv war.
Zur Saison 1997/98 wechselte der Linksschütze zum Deutschen Meister Adler Mannheim in die DEL, mit denen er auch in den folgenden zwei Jahren die Meisterschaft gewinnen konnte. Nach einem Jahr bei den Kassel Huskies in der Spielzeit 1999/00 kehrte Pasco nach Mannheim zurück, wo er 2001 seine dritte Deutsche Meisterschaft gewinnen konnte. Im Play-off-Finale der Saison 2001/02 unterlagen die Adler Pascos zukünftigem Arbeitgeber, den Kölner Haien, für die der Kanadier in den kommenden zwei Spielzeiten auf dem Eis stand. 2004 wechselte Ron Pasco in die 2. Bundesliga zu den SERC Wild Wings, über den EC VSV aus Österreich gelangte er während der Saison 2005/06 zum dänischen Club Rødovre IK.
Im Sommer 2007 wechselte er für eine Saison in die 3. schwedische Liga zu IF Troja-Ljungby und stieg mit der Mannschaft in die HockeyAllsvenskan auf. Im Oktober 2008 unterschrieb er dort einen neuen Zweijahresvertrag. Für die Saison 2010/11 erhielt der Kanadier einen Kontrakt beim ATSE Graz, für den der Stürmer in der zweiten österreichischen Liga aufs Eis ging.

### Trainer
Nachdem Pasco im Jahr 2011 seine aktive Karriere beendet hatte, wurde er Trainer im Nachwuchsbereich der Kölner Haie. Zur Saison 2014/15 wurde er zum Co-Trainer der Profimannschaft befördert, jedoch bereits im Oktober 2014 im Zuge der Freistellung des gesamten Trainerstabes wieder entlassen. Von Februar 2016 bis zum Ende der Saison 2015/16 agierte er unter Craig Woodcroft als Assistenztrainer der Adler Mannheim. Im Juli 2016 wurde er zum Co-Trainer von HK Dinamo Minsk aus der Kontinentalen Hockey Liga (KHL) ernannt und arbeitete dort erneut unter Woodcroft. Nach der Saison 2016/17 verließ der komplette Trainerstab um Woodcroft den KHL-Klub.
Am 8. Februar 2018 wurde Pasco vom Schweizerischen Nationalligisten Lausanne HC als Assistenztrainer eingestellt. Am 14. Juni 2019 gaben die Kölner Haie Pasco als neuen Co-Trainer bekannt. Weiterhin war er bei den Haien für die sportliche Leitung des Clubs verantwortlich, bis er im März 2024 von seinen Aufgaben entbunden wurde.

## Erfolge und Auszeichnungen
- 1998 Deutscher Meister mit den Adler Mannheim
- 1999 Deutscher Meister mit den Adler Mannheim
- 2001 Deutscher Meister mit den Adler Mannheim

## Karrierestatistik
(Legende zur Spielerstatistik: Sp oder GP = absolvierte Spiele; T oder G = erzielte Tore; V oder A = erzielte Assists; Pkt oder Pts = erzielte Scorerpunkte; SM oder PIM = erhaltene Strafminuten; +/− = Plus/Minus-Bilanz; PP = erzielte Überzahltore; SH = erzielte Unterzahltore; GW = erzielte Siegtore; 1 Play-downs/Relegation; Kursiv: Statistik nicht vollständig)